# Ligne de Mouchard à Bourg-en-Bresse
La ligne de Mouchard à Bourg-en-Bresse est une ligne ferroviaire française qui relie la gare de Mouchard, dans le département du Jura, à celle de Bourg-en-Bresse, préfecture de l'Ain. Constituant une partie de la liaison transversale de Strasbourg à Lyon et longue d'environ 110 km, elle est la combinaison de deux sections aux caractéristiques techniques bien différentes. La première section, longue d'environ 80 km et qui s'étend de Mouchard à la bifurcation de Saint-Amour, est à voie unique et électrifiée en 25 kV – 50 Hz monophasé. La seconde section, d'une trentaine de kilomètres et s'étendant de Saint-Amour (bifurcation avec la ligne de Dijon-Ville à Saint-Amour, dite ligne de la Bresse, dont elle hérite des caractéristiques techniques) à Bourg-en-Bresse, est à double voie, électrifiée en 1 500 V ; l'espacement des trains y est assuré par le block automatique lumineux et elle est équipée d'IPCS.
La section de Mouchard à Saint-Amour est principalement empruntée par des circulations TGV, et TER. La section de Saint-Amour à Bourg-en-Bresse reçoit en plus les TER (Bourg-en-Bresse — Dijon), ainsi que tout le trafic fret s'écoulant par la ligne de la Bresse.
Elle constitue la ligne no 880 000 du réseau ferré national.

## Descriptif
Après un parcours d'environ quatre-vingt kilomètres et son passage dans les gares principales d'Arbois, de Poligny et de Lons-le-Saunier, ville siège de la préfecture du Jura, puis de Cousance, elle est rejointe à Saint-Amour par la ligne de Dijon-Ville à Saint-Amour et continue jusqu'à atteindre la gare de Bourg-en-Bresse.
Elle traverse ainsi les départements du Jura, de Saône et Loire (sur 6 à 7 kilomètres, de part et d'autre de Cuiseaux) et de l'Ain.

## Histoire
La ligne est concédée, dans le cadre d'un itinéraire de Bourg-en-Bresse à Besançon par Lons-le-Saunier, à la Compagnie du chemin de fer de Paris à Lyon par une convention signée le 20 avril 1854 entre le ministre des Travaux publics et la compagnie. Cette convention est approuvée par un décret impérial le même jour.
À la suite de la déconfiture financière de la Compagnie du chemin de fer Grand-Central de France, son démantèlement est organisé en 1857 au profit de la Compagnie du chemin de fer de Paris à Orléans et de la constitution de la Compagnie des chemins de fer de Paris à Lyon et à la Méditerranée par la fusion des compagnies du chemin de fer de Paris à Lyon et de Lyon à la Méditerranée aux termes d'une convention signée le 11 avril 1857. Cette convention est approuvée par décret impérial le 19 juin 1857.
- Le 1er août 1864, mise en service de la ligne entre Bourg-en-Bresse et Lons-le-Saunier, par le PLM.
- Le 3 avril 1954, 1re circulation d'une RGP2 (série X 2700) entre Lyon-Perrache et Strasbourg via Bourg-en Bresse, Besançon et Mulhouse.
- Le 30 septembre 1973, 1re circulation d'un RTG entre Lyon-Perrache et Strasbourg via Belfort et Mulhouse [4] .
- Le 1er septembre 1995, dernière circulation d'un RTG entre Lyon-Perrache et Strasbourg via Bourg-en-Bresse, Besançon et Mulhouse[5].
- Le 12 décembre 2004, mise en service d'un TGV direct Strasbourg - Marseille via Mulhouse, Besançon, Lons-le-Saunier, Bourg-en-Bresse, Lyon et Avignon.

## Caractéristiques principales

### Section de ligne de Mouchard à Saint-Amour
Greffée sur la ligne de Dijon-Ville à Vallorbe (frontière) à Mouchard, la section de ligne de Mouchard à Saint-Amour constitue la partie du parcours à voie unique de la ligne de Mouchard à Bourg-en-Bresse. Elle comprend quatre évitements servant aux croisements / dépassements entre trains, situés en gares d'Arbois, de Poligny et de Domblans - Voiteur, le dernier étant situé en pleine voie, entre Lons-le-Saunier et Saint-Amour, sur la commune d'Orbagna. À proximité immédiate du point de bifurcation avec la ligne de la Bresse, une section à double voie longue d'environ 1 200 m permet les croisements et les dépassements des trains. Sur cette section la circulation est gérée par des postes télécommandés depuis un poste de commande centralisée  logé dans le poste de type PRCI de Saint-Amour. La ligne à double voie de Dijon-Ville à Saint-Amour, électrifiée en 1500 V continu vient y faire sa jonction quelques kilomètres avant d'atteindre la gare de Saint-Amour. La section de séparation courant alternatif 25 kV 50 Hz / 1500 V continu est située trois kilomètres environ avant la jonction avec la ligne à double voie. Le reste du parcours de Saint-Amour à Bourg-en-Bresse et au-delà vers Ambérieu-en-Bugey s'effectue en double voie.

### Section de ligne de Saint-Amour à Bourg-en-Bresse
Cette section, intégralement à double voie, qui représente un linéaire d'une trentaine de kilomètres environ, constitue le prolongement de la ligne de la Bresse : elle est donc techniquement équipée comme cette dernière. L'électrification y est assurée en 1500 V continu avec trois sous-stations électriques à Saint-Amour, Bény et Bourg-en-Bresse. L'espacement des trains y est assuré par le block automatique lumineux sur lequel sont venus s'ajouter ultérieurement des équipements d'IPCS, avec des points de changement de voie à Saint-Amour et à Bény (au PK 490,572 de la ligne), point où la vitesse de franchissement en voie déviée des communications de changement de voie autorise le 90 km/h. Compte tenu du profil de la ligne, le long duquel les rampes ou pentes peuvent atteindre des valeurs de 12 mm/m et des courbes de rayon serré (valeur la plus basse, environ 500 m), la vitesse limite des circulations est réduite à 140 km/h, voire 120 km/h sur certaines parties du parcours.

## Galerie Photos

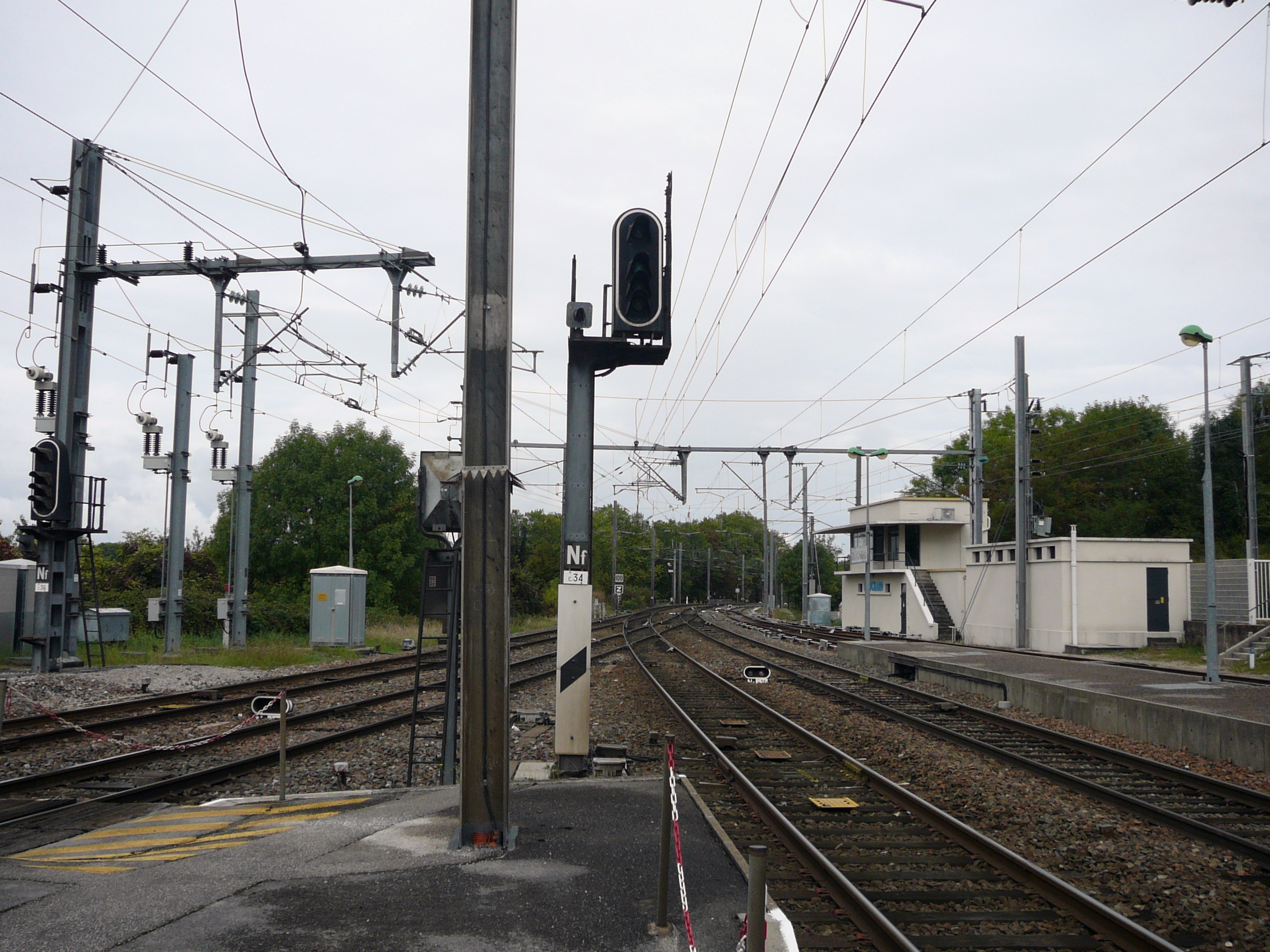
Gare de Mouchard Vue sur la bifurcation.
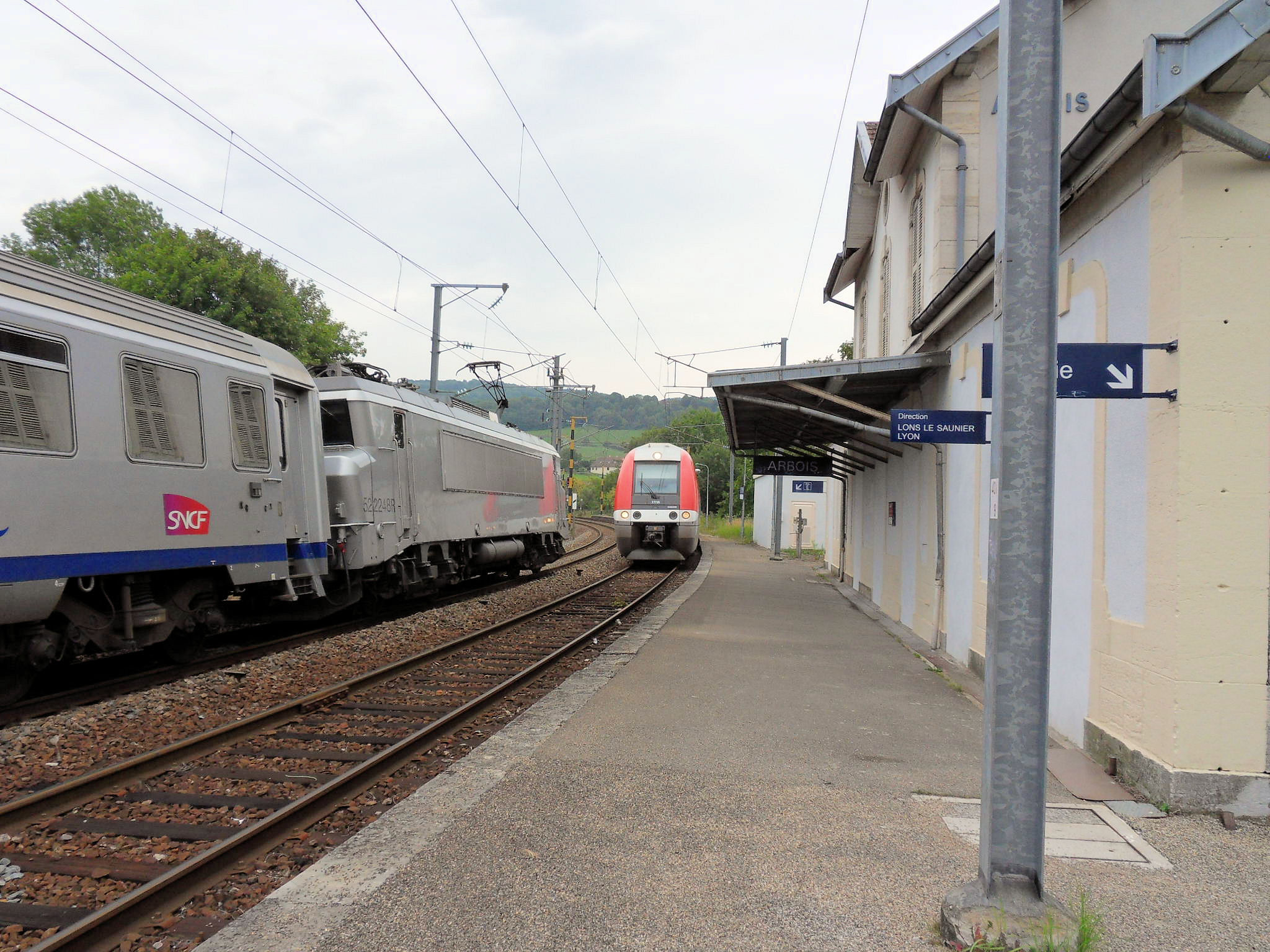
Gare d'Arbois.
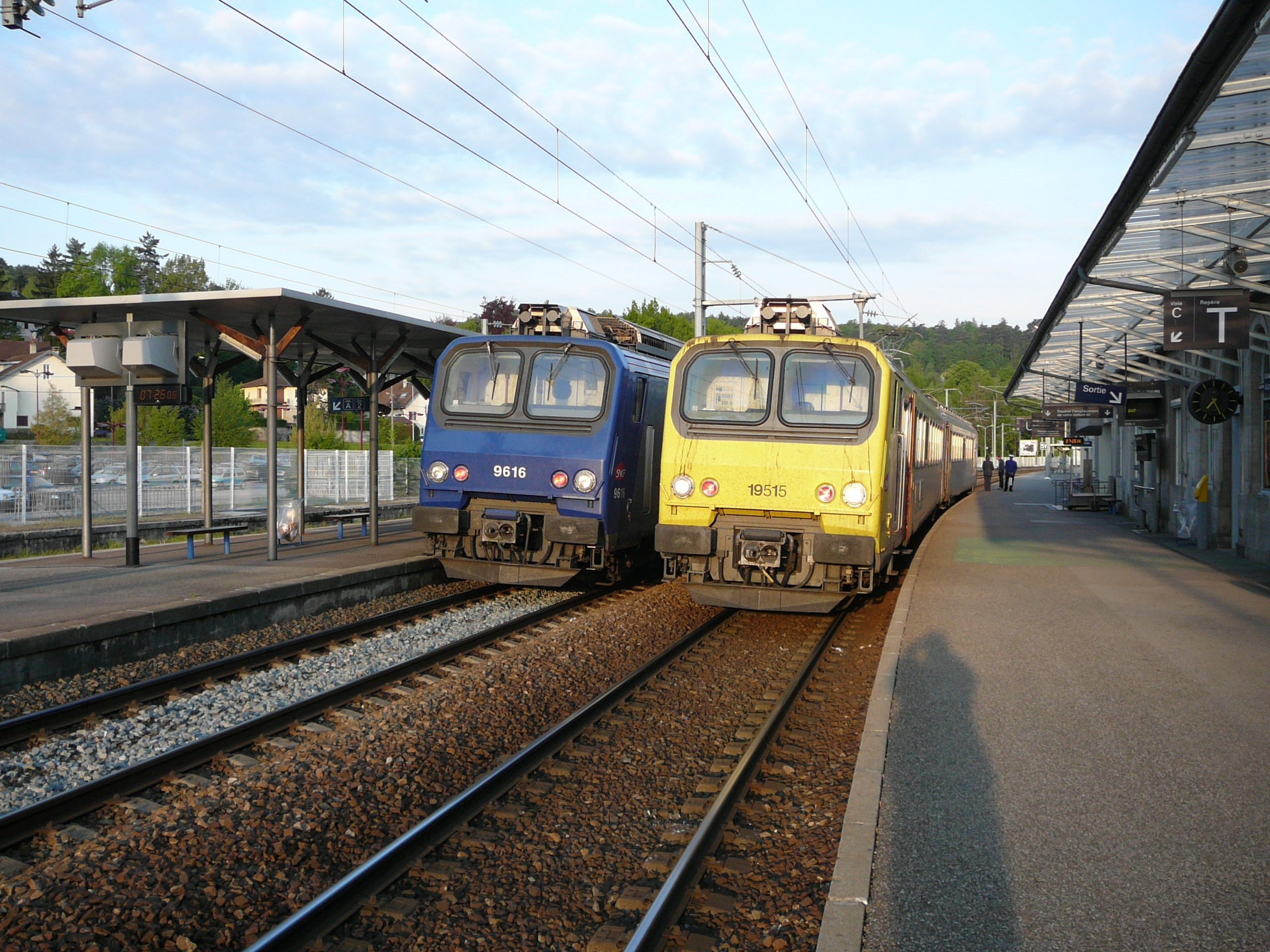
Gare de Lons-le-Saunier Z2 en gare.
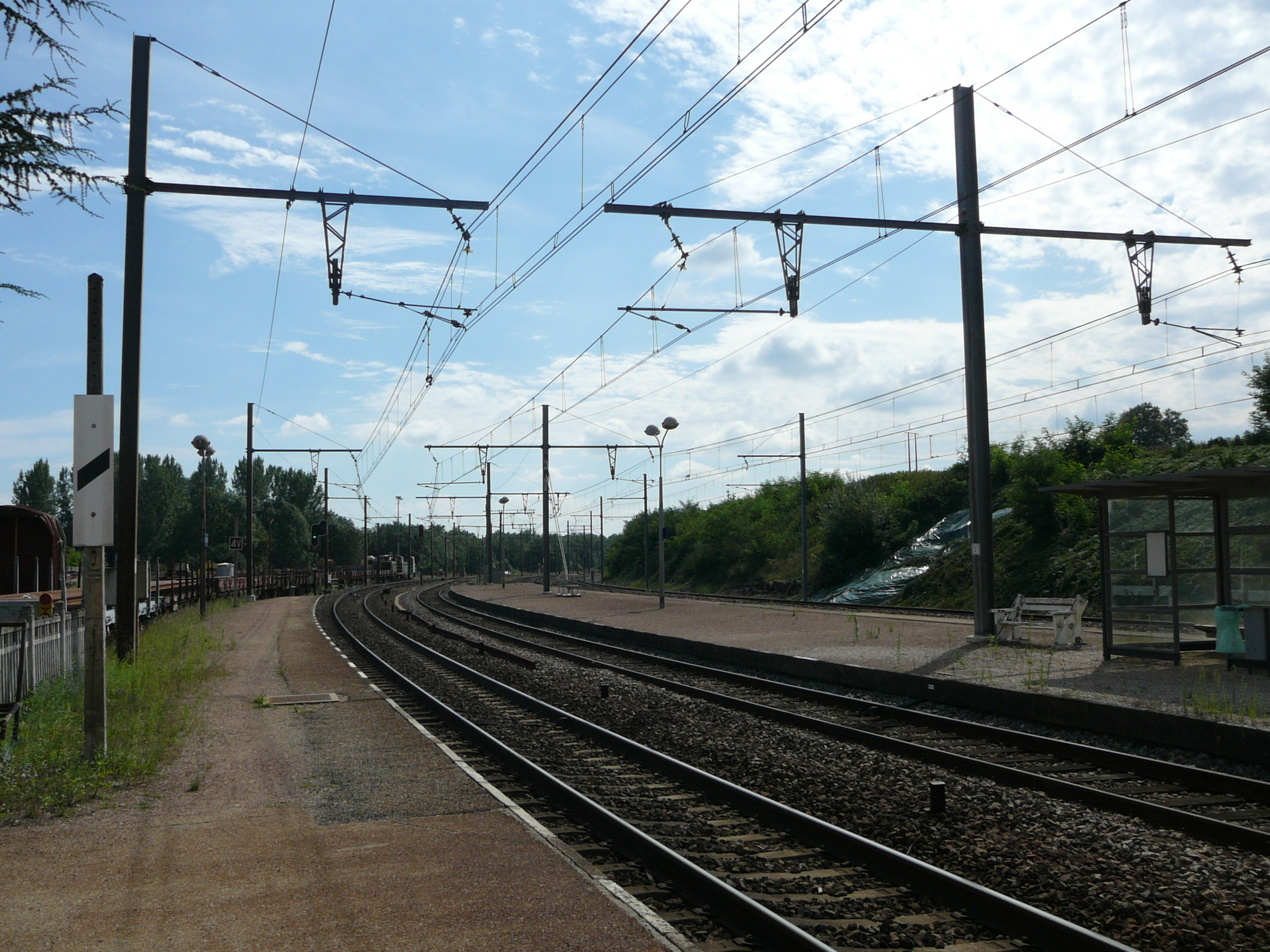
Gare de Saint-Amour vue direction Bourg en Bresse.
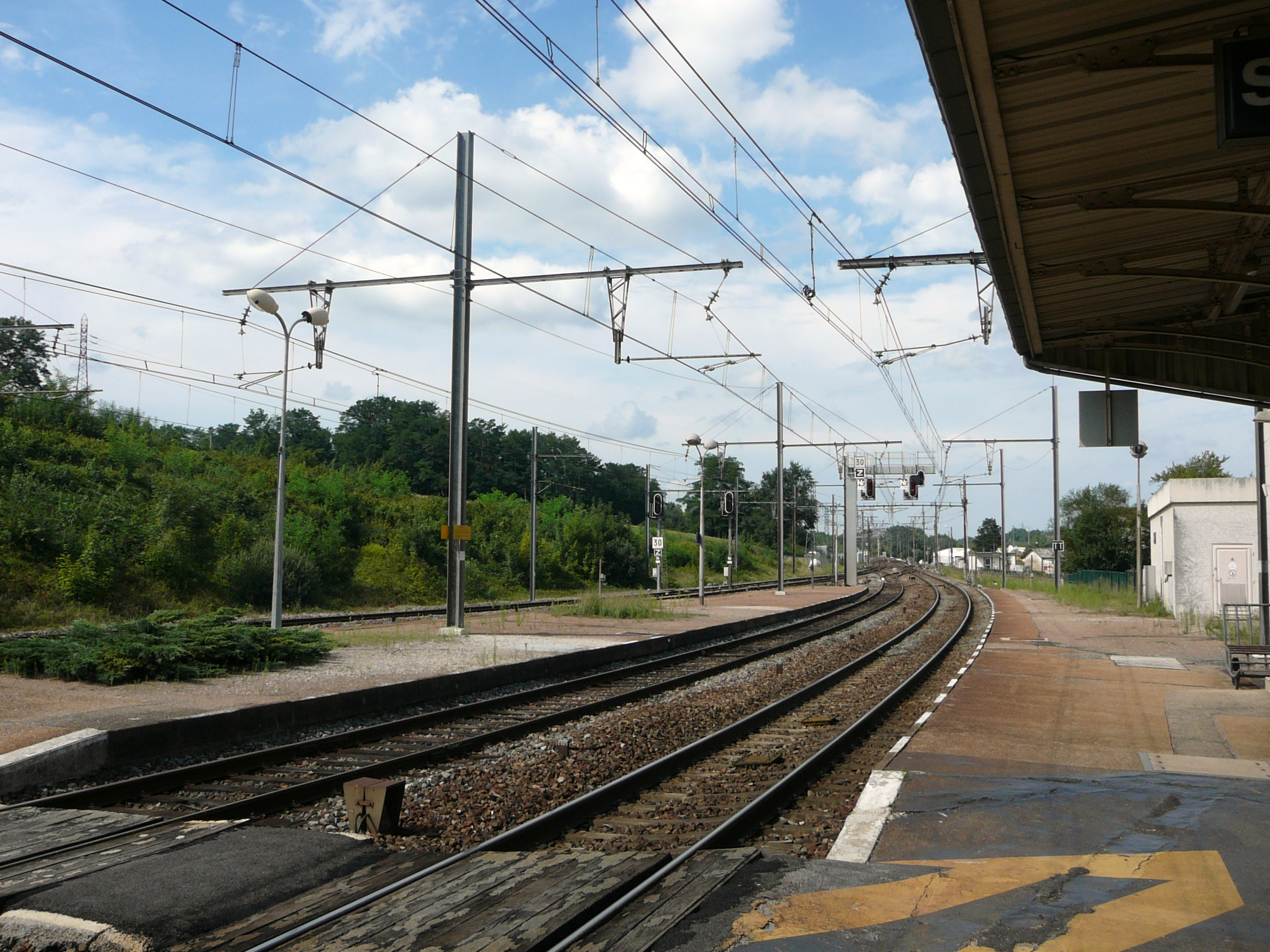
Gare de Saint-AmourLes voies en direction de Dijon.
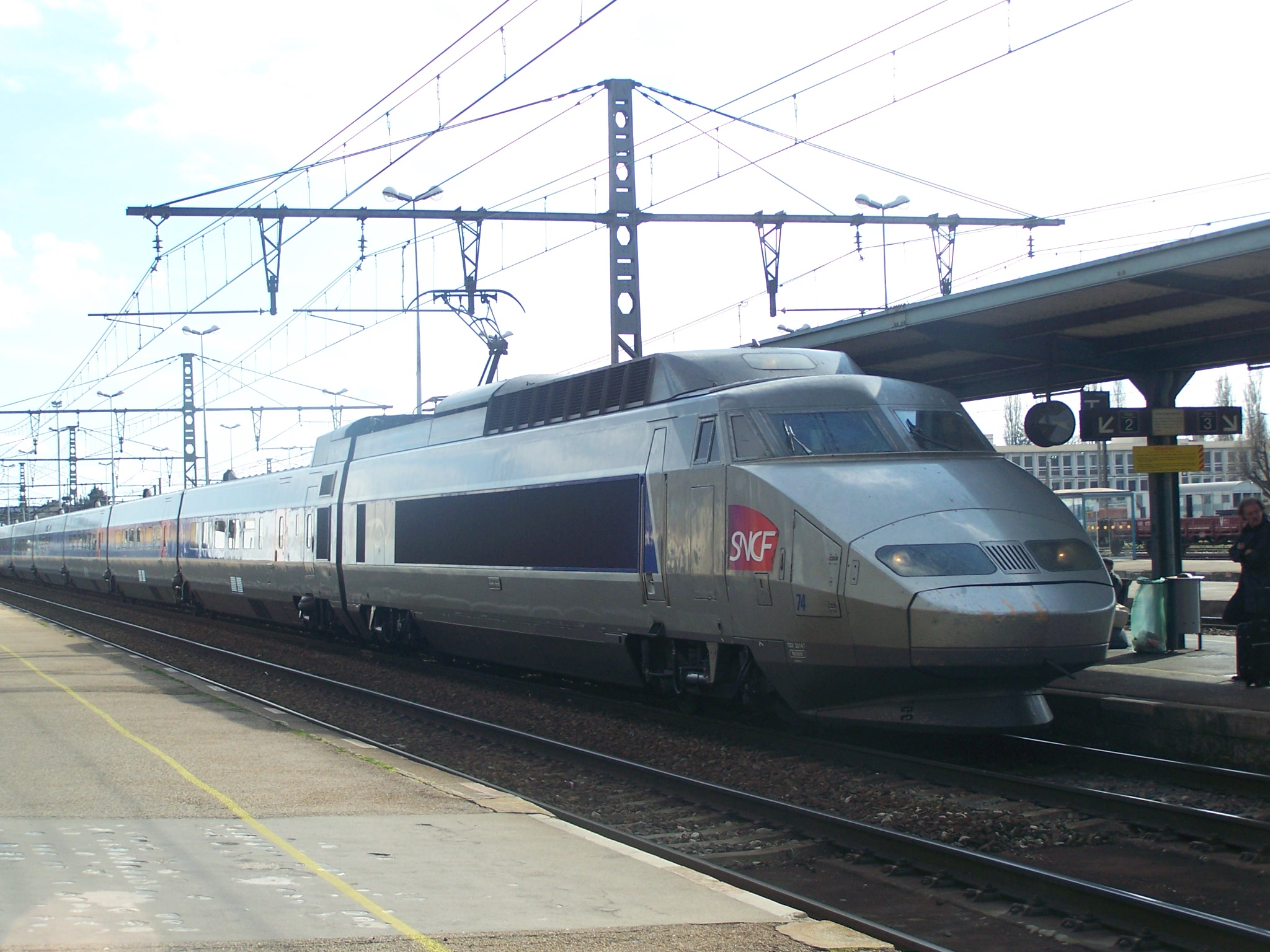
Bourg-en-Bresse Un TGV Marseille-Strasbourg.